# Marc Fesneau
Marc Fesneau , né le 11 janvier 1971 à Paris (15e), est un homme politique français.
Élu député du Loir-et-Cher en 2017, il est président du groupe MoDem à l'Assemblée nationale de 2017 à 2018 et ministre chargé des Relations avec le Parlement de 2018 à 2022. Il est tête de liste pour la majorité présidentielle pour les élections régionales de 2021 en Centre-Val de Loire. Il est nommé ministre de l'Agriculture et de la Souveraineté alimentaire en 2022, au sein du gouvernement Élisabeth Borne, puis est reconduit à cette fonction au sein du gouvernement Gabriel Attal.

## Biographie

### Famille et formation
Marc Fesneau naît le 11 janvier 1971 dans le 15e arrondissement de Paris. Il effectue ses études secondaires au lycée Molière à Paris. Il est titulaire d'un diplôme d'études universitaires générales (Deug) de sciences de la vie et de la nature, et diplômé de l'Institut d'études politiques de Paris (Sciences Po).
En juin 2003, Marc Fesneau épouse Anne-Laure Budillon, née en octobre 1973, ingénieur agronome diplômée en 1996 de l'École nationale supérieure agronomique de Rennes. Le couple a trois enfants.

### Parcours professionnel
Marc Fesneau travaille en 1996 pour la chambre d’agriculture départementale du Loir-et-Cher au service développement local, avant d’être désigné directeur du service, chargé des politiques de développement local et des Fonds structurels et d'investissement européens, en 2000.

### Parcours politique

#### Au sein du Mouvement démocrate
Nommé vice-président du Mouvement démocrate (MoDem) en 2017 après en avoir été le secrétaire général de 2010 à 2017, il devient le premier vice-président du parti en mars 2021, à la suite de la mort de Marielle de Sarnez en janvier[source secondaire nécessaire].

#### Élu local
Il est élu en 1995 conseiller municipal de Marchenoir (Loir-et-Cher). Il devient maire de la commune en 2008, puis est réélu en 2014.
Il est membre du conseil d’orientation de l'Assemblée des communautés de France (ADCF) depuis 2008 et membre du bureau national de l’Association des maires de France (AMF) entre 2014 et 2017.
Il est, en janvier 2016, président de la communauté de communes Beauce Val de Loire, née de la fusion des communautés de communes de Beauce et Forêt et de Beauce ligérienne. Après son élection comme député, Claude Denis lui succède.
Il est conseiller régional du Centre-Val de Loire de 2004 à 2010. Tête de liste du MoDem aux élections régionales de 2010 en région Centre, il obtient 5,1 % au niveau régional et 7,1 % dans le Loir-et-Cher,.
Il est élu en 2008 président de la fédération MoDem du Loir-et-Cher, succédant à Jacqueline Gourault. En septembre 2010, il devient secrétaire général du MoDem. Lors de la campagne présidentielle de François Bayrou de 2012, il est coordinateur des déplacements de campagne et de la mobilisation de terrain.[réf. nécessaire]

#### Député de laXVelégislature
Le 18 juin 2017, se présentant sous l’étiquette du MoDem avec le soutien de La République en marche, il est élu député dans la première circonscription de Loir-et-Cher,. Le 25 juin 2017, il est élu à l'unanimité président du groupe MoDem à l'Assemblée nationale.
Lors du vote sur la loi EGalim, il rejette plusieurs amendements proposés par l'opposition, notamment ceux visant à prohiber l'élevage en cage des poules[source secondaire nécessaire] et des lapins[source secondaire nécessaire], à obtenir des garanties sur les conditions d'abattage des animaux exportés vivants[source secondaire nécessaire] et à installer systématiquement des caméras de surveillance dans les abattoirs[source secondaire nécessaire]. Il se prononce également contre l'offre systématique d'un menu végétarien dans les cantines scolaires et l'interdiction du glyphosate,.
Au printemps 2018, il est désigné rapporteur des parties du projet de loi constitutionnelle concernant la réforme controversée du travail parlementaire (raccourcissement de la procédure législative, renforcement de l'évaluation, etc.) et les questions territoriales (Corse, droit à la différenciation). Le Figaro relève que « c'est la première fois qu'un député Modem sera rapporteur d'un texte important, alors que le second groupe de la majorité a émis certaines critiques sur le projet de loi présenté par le gouvernement et se plaignait de ne pas avoir assez de responsabilités.[pertinence contestée] »
Après la démission du « perchoir » de François de Rugy, en septembre 2018, il présente sa candidature à la présidence de l’Assemblée nationale. Il recueille 86 voix alors que le groupe MoDem compte 46 membres, profitant ainsi de l’impopularité du candidat présenté par le groupe LREM, Richard Ferrand. Trois jours plus tard, Christophe Castaner, délégué général de LREM et secrétaire d'État chargé des Relations avec le Parlement, accepte que les députés MoDem puissent cosigner des amendements LREM. Pour la revue Contexte, il s'agit d'« une victoire encourageante pour Marc Fesneau »[pertinence contestée].
Il se présente aux élections législatives 2022, investi par Ensemble. Au premier tour, il arrive en tête avec 31,97 % des voix devant le candidat de la NUPES, Reda Belkadi (24,31 %)[réf. nécessaire].

#### Ministre délégué chargé des Relations avec le Parlement
Le 16 octobre 2018, il est nommé ministre auprès du Premier ministre, chargé des Relations avec le Parlement, intégrant le gouvernement Édouard Philippe. Le 6 juillet 2020, sous le gouvernement Jean Castex, il est confirmé dans ses fonctions avec une extension du périmètre de celles-ci, en tant que ministre délégué chargé des Relations avec le Parlement et de la Participation citoyenne.
Selon L'Opinion, il est particulièrement apprécié d'Édouard Philippe lorsque celui-ci est Premier ministre, avec qui il aurait « tissé des liens solides ».
Il conduit la liste de la majorité présidentielle aux élections régionales de 2021 en Centre-Val de Loire. Celle-ci regroupe des membres de La République en marche, du MoDem, ainsi que des personnalités non encartées comme Périco Légasse. La liste arrive dernière, en quatrième position au second tour, avec 16 % des voix exprimées, la créditant de neuf sièges au conseil régional.

#### Ministre de l’Agriculture et de la Souveraineté alimentaire
Le 20 mai 2022, il succède à Julien Denormandie au poste de ministre de l’Agriculture et de la Souveraineté alimentaire dans le gouvernement Élisabeth Borne.
Au mois de juin 2023, mesuré comme le deuxième mois de juin le plus chaud jamais enregistré par Météo France, il déclare sur France Inter que les températures sont "assez normales", suscitant l'indignation de plusieurs climatologues dont Valérie Masson-Delmotte. Il rétorque aux critiques en rappelant qu'il ne remet pas en cause les rapports du GIEC.
En 2023, la nomination de Sophie Ionascu en tant que conseillère communication du ministre suscite la polémique car celle-ci a travaillé pendant plusieurs années en tant que directrice de la communication pour l'Association nationale des industries alimentaires.
Lors des manifestations des agriculteurs, notamment de la FNSEA, en janvier 2024, et à la suite de la dégradation par ceux-ci de plusieurs lieux publics et privés, il est accusé, avec le gouvernement (notamment le ministre de l'intérieur Gérald Darmanin), de complaisance envers le mouvement des agriculteurs. Il ne partage pas cet avis. Toujours pendant le mouvement des agriculteurs, il conseille à la députée Mathilde Hignet (LFI) « d'aller sur le terrain », ce qui lui vaut des moqueries car l'intéressée est elle-même ouvrière agricole et fille et petite-fille d'agriculteurs,. Début mars de la même année, il simplifie le recrutement de travailleurs saisonniers non européens en classant quatre familles professionnelles agricoles comme « métiers en tension » sur l’ensemble du territoire métropolitain, permettant ainsi aux entreprises du secteur agricole de recruter à leur guise de la main-d’œuvre hors Union européenne.

### Député de la XVIIelégislature
Marc Fesneau est réélu le 7 juillet 2024 lors des élections législatives 2024 dans la 1re circonscription du Loir-et-Cher. Il est élu président du Groupe « Démocrates ! » à l'Assemblée nationale.

### Prises de position
Marc Fesneau est un défenseur de la chasse, qu'il pratique lui-même à l'arc.
Il s'oppose en 2022 à l'interdiction de la corrida.

## Décorations
- Commandeur de l'ordre du Mérite agricole ex officio, en tant que ministre de l'Agriculture (2022)[45].
- Commandeur de l'ordre du Mérite maritime ex officio, en tant que ministre chargé de la Pêche (2022)[46].

## Synthèse des résultats électoraux

### Élections législatives
| Année | Parti  | Parti       | Circonscription     | 1er tour | 1er tour | 1er tour | 2d tour | 2d tour | 2d tour |
| Année | Parti  | Parti       | Circonscription     | Voix     | %        | Rang     | Voix    | %       | Issue   |
| ----- | ------ | ----------- | ------------------- | -------- | -------- | -------- | ------- | ------- | ------- |
| 2017  |        | MoDem       | 1re du Loir-et-Cher | 14 016   | 34,59    | 1er      | 22 914  | 69,15   | Élu     |
| 2022  |        | MoDem (ENS) | 1re du Loir-et-Cher | 12 986   | 31,97    | 1er      | 20 249  | 56,47   | Élu     |
| 2024  | 18 711 | MoDem (ENS) | 1re du Loir-et-Cher | 34,56    | 2e       | 32 336   | 60,20   |         | Élu     |